# Giusto Calvi
Giusto Calvi (Bassignana, 10 maggio 1865 – Valenza, 17 giugno 1908) è stato un poeta, giornalista e politico italiano.

## Biografia
Nacque nel castello di Mugarone, presso Bassignana (AL). Fin dall'adolescenza fu sensibile ai problemi sociali e alla differenza di condizione tra i poveri e i ricchi, partecipando ai problemi del proletariato. Per questo motivo si iscrisse dapprima al Partito Repubblicano, poi all'Internazionale Socialista e infine al Partito Socialista Italiano. Si laureò in Lettere, Filosofia e Storia a Roma nel 1887. Subito dopo assunse l'insegnamento presso il Ginnasio di Valenza.
Nello stesso anno fondò Il Gazzettino di Valenza, primo giornale pubblicato in quella città. Lasciò l'insegnamento nel 1888 per trasferirsi a Buenos Aires, dove dopo alcuni mesi divenne direttore del giornale Il Roma. Rientrato in Italia, nel 1889 tornò all'insegnamento delle lettere italiane nella scuola tecnica di Valenza e fondò con l'amico avvocato Alfredo Compiano il giornale locale Avanti!, di ispirazione socialista. Per questo motivo, in seguito alla sconfitta elettorale, fu rimosso dall'insegnamento. Si trasferì allora negli Stati Uniti.
Lì nuovamente affrontò il problema dello sfruttamento dei lavoratori nell'economia capitalista e fu in contrasto anche con il gruppo degli anarchici: sfidò ad un duello oratorio l'anarchico Pietro Gori. Fu direttore del giornale Il Vesuvio a Filadelfia, del giornale Cristoforo Colombo a New York e del giornale La sentinella a Richmond. Collaborò anche ai giornali Il Patriota, Avanti!, La Libertà. Nel 1897 sposò Anna Springer ed ebbe una figlia, Libertà. Rientrò in Italia nel 1898 e per breve tempo fu incarcerato a Milano per motivi politici. Riprese poi l'attività giornalistica con Idea Nuova.

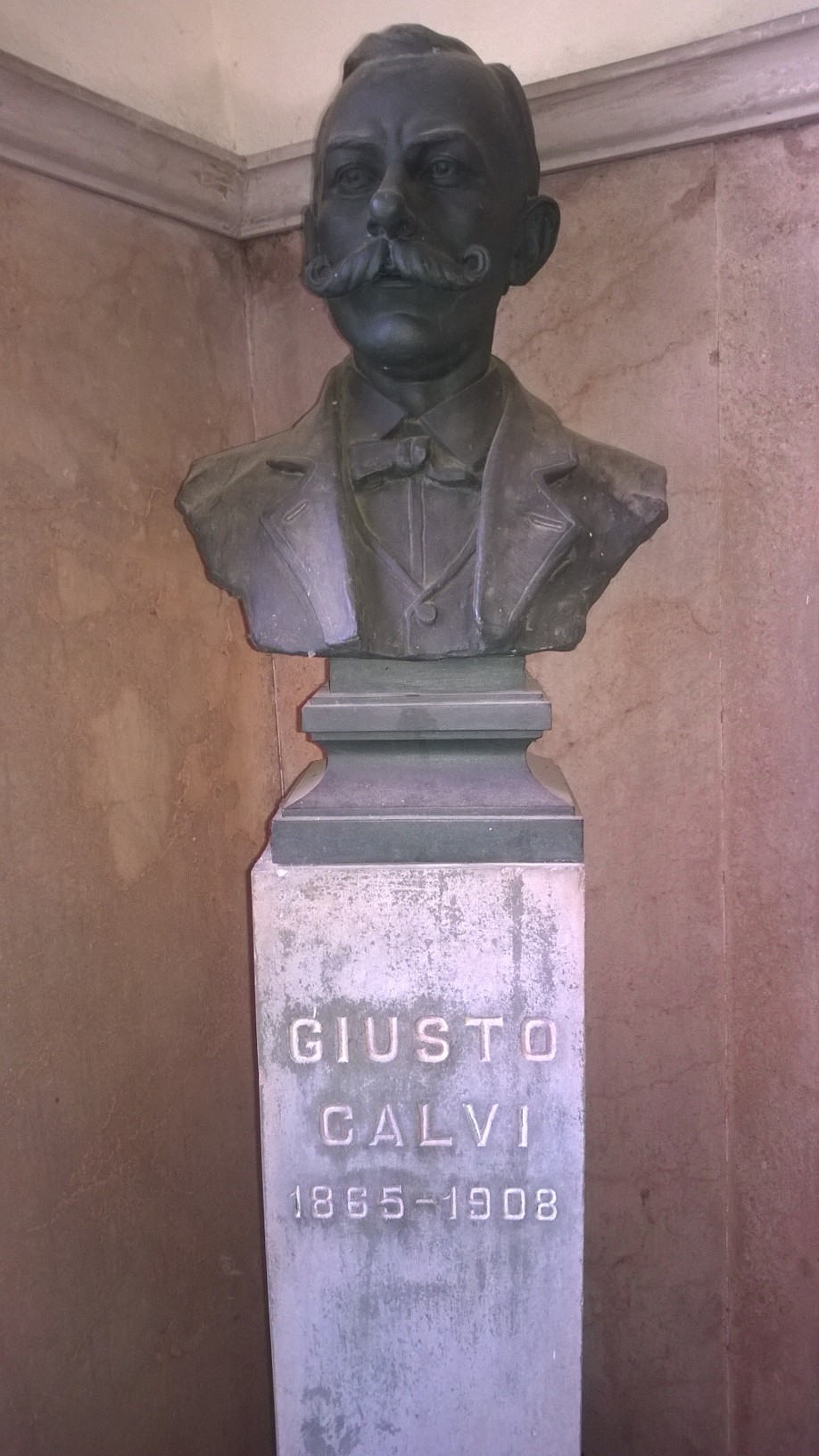
Busto a ricordo di Giusto Calvi nel cimitero di Valenza

Successivamente a Milano, presentato da Enrico Bignami ad Ernesto Teodoro Moneta, fu redattore della Vita Internazionale, organo della Società per la Pace e la Giustizia Internazionale. A Valenza fondò il giornale La Scure. Nel 1904 Giusto Calvi fu eletto deputato per il Partito Socialista Italiano nel collegio di Valenza. Nel settembre 1907 si trasferì a Torino per dirigere il settimanale socialista Il Grido del Popolo. Morì per un tumore alla gola. Sulla lapide commemorativa, affissa nella sua casa di Valenza, è scritto: In questa casa con fede antica Giusto Calvi poeta cittadino tribuno bandì primo in Valenza la nuova religione della giustizia sociale.

## Pubblicazioni
- Ore d'ozio, versi, Valenza, Tip. Giovanni Farina, 1892
- Versi, Torino, Genova, Casa Editrice Renzo Streglio, 1909, postumo